# Panic Attack (chansons de Judas Priest)
Singles de Judas Priest
Never the Heroes
(2018) Trial by Fire
(2023)
Panic Attack est une chanson du groupe de heavy metal anglais Judas Priest tirée de leur dernier album Invincible Shield, de 2024. 
Elle est sortie en tant que premier single de l'album le 13 octobre 2023 et est devenu sa chanson la plus populaire (de Invincible Shield), avec plus de 8 millions d'écoutes sur Spotify et 2 millions de vues sur YouTube. Un vidéo-clip a été publié pour la chanson, rassemblant des images de concerts du groupe de ces dernières années.

## Description
Panic Attack commence par un mélange de guitares et de synthés, avant de passer à un riff principal. L'intro synthétisée de la chanson a été comparée à l'album Turbo, tandis que le reste de la chanson s'inspire de Painkiller (la voix par exemple)[réf. nécessaire].
La chanson a été considérée comme inhabituellement sombre pour le groupe sur le plan des paroles, le chanteur Rob Halford notant qu'elle offre une vision sombre de la puissance d'Internet. « Quand je dis : la clameur et le fracas des clés en colère peuvent mettre une nation à genoux, nous le constatons tout le temps », a-t-il déclaré. « Les primaires ont lieu et Internet regorge de théories du complot, de haine, d’intimidation, tout ce genre de choses.»

## Réception
Quentin Singer de Forbes, a fait l'éloge de la chanson, déclarant qu'elle « est aussi bonne que possible » et que « c'est stupéfiant de voir à quel point Priest sonne bien sur Panic Attack. Le guitariste Richie Faulkner continue de prouver qu'il est un guitariste métal magistral et qu'il convient parfaitement au groupe, tandis que les talents et les capacités des membres originaux du groupe semblent n'avoir pas vieilli d'un jour depuis les années 1990 ».
Frank Rini de Teeth of the Divine, a décrit la chanson comme du « pur heavy metal » et déclare que « Rob Halford, semble possédé par sa voix et Scott Travis continue de faire de nous tous un croyant quant à la raison pour laquelle il est toujours l'un des plus grands batteurs de métal de tous les temps. La basse de Ian Hill est également audible et utilisable ». Il mentionne également que « l'attaque rapide vers la fin de la chanson avec le refrain puis le retour au rythme moyen et le solo sont exceptionnelles ».
La chanson sert d'intro pour les concerts de la tournée de l'album Invincible Shield en 2024, accompagné pour la tournée européenne par le groupe de heavy metal Saxon (qui eux aussi font une tournée 2024 pour promouvoir leur dernier album Hell, Fire And Damnation), et même parfois avec le groupe Uriah Heep. Elle est précédée par Invincible Shield Tour Athem, l'hymne d'introduction de la tournée Invincible Shield.

## Musiciens
- Rob Halford - chant
- Glenn Tipton - guitares
- Richie Faulkner - guitares
- Scott Travis - batterie
- Ian Hill - guitare basse
- Andy Sneap - production, guitares additionnelles